# Anamarija Petričević
Anamarija Petričević (Split, Yugoslavia, 23 de agosto de 1972) es una deportista yugoslava que compitió en natación, en la modalidad de aguas abiertas. Ganó una medalla de oro en el Campeonato Europeo de Natación en Aguas Abiertas de 1989, en la prueba de 5 km.

## Palmarés internacional
| Campeonato Europeo | Campeonato Europeo      | Campeonato Europeo | Campeonato Europeo |
| Año                | Lugar                   | Medalla            | Prueba             |
| ------------------ | ----------------------- | ------------------ | ------------------ |
| 1989               | Stari Grad (Yugoslavia) | Medalla de oro     | 5 km               |